# Batalha de Legnica

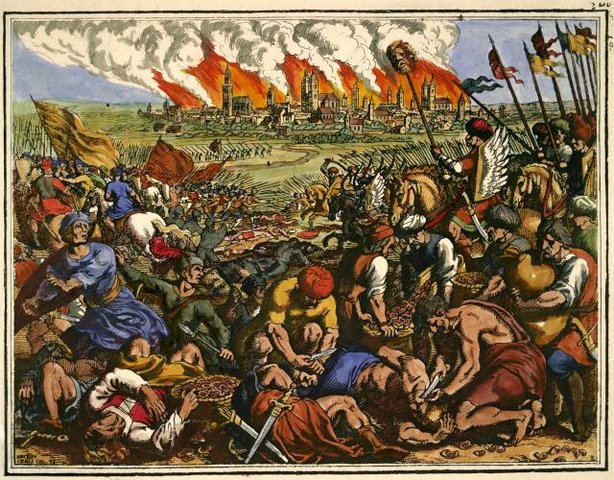
Batalha de Legnica

A Batalha de Legnica (em polonês/polaco: Bitwa pod Legnicą), também conhecido como a Batalha de Liegntz (Alemão: Schlacht von Liegnitz) ou Batalha de Wahlstadt (Alemão: Schlacht bei Wahlstatt), ocorrida no dia 9 de abril de 1241 em Legnickie Pole (Wahlstatt), próximo ao distrito de Legnica (Liegnitz) entre os invasores mongóis e uma força combinada de alemães e poloneses sob o comando de Henrique II, o Piedoso, duque da Silésia, apoiada pela nobreza feudal e ordens militares como os Templários. Apesar da vitória mongol, este foi o avanço mais a oeste que seus exércitos alcançaram devido a instabilidade política dentro do Império Mongol ocorrida alguns anos depois.

## Interpretação histórica
A interpretação histórica da batalha tem sido revisada. Tradicionalmente, a batalha era vista como uma vitória para Henrique, o qual sacrificou sua própria vida, já que os mongóis não avançaram ainda mais a oeste. No entanto, a batalha é agora vista como uma derrota para as forças aliadas; No momento os mongóis não tinham intenções de estender sua campanha mais a oeste, já que o exército mongol que se encontrava na Polônia estava lá para distrair os poloneses de forma a impedi-los de ajudar Bela IV da Hungria, já que a Hungria era o verdadeiro objetivo de Batu Cã e Subedei e depois disso a morte de Oguedai, o grão-cã, não por terem sofrido muitas baixas.

## Antecedentes
Os mongóis consideram que os cumanos haviam se submetido a sua autoridade, mas os cumanos foram para a Hungria procurar asilo. Após Bela IV da Hungria rejeitar o ultimato de Batu Cã, Subedei começou a planejar a invasão mongol da Europa. Foi decidido que o exército se dividiria em três partes: Batu e Subedei comandavam o exército principal no norte da Hungria, enquanto que uma segunda divisão liderada por Cadã atacava a Transilvânia (na época parte da Hungria, hoje parte da atual Romênia), e uma terceira divisão ao norte, liderada por Baidar, Orda Cã e Cadã, ataca a Polônia como uma distração para deixar as forças polonesas, lituanas, silésias, alemãs e tchecas ocupadas, de forma a impedi-las de vir ao auxílio dos húngaros, já que Boleslau, filho de Lezsek o Negro, tinha como esposa Kinga, filha do então rei da Hungria.

## Divisão do exército mongol na Polônia
Na Polônia o destacamento mongol se dividiu em três. Um destacamento liderado por Orda Cã atacou a Polônia pelo norte, passando pela fronteira sudoeste da Lituânia e a costa báltica da Polônia, em áreas que mais tarde constituiriam a Prússia. Ao centro uma divisão comandada por Kaidan dirigiu-se na direção de Breslau, antes pilhando Chmielnick e Sieradz. Mais ao sul, a divisão comandada por Baidar cruzou o rio San e arrasou Zawichost, Cracóvia e Bytom. Os três exércitos se juntaram em Breslau.

## A batalha
Sandomierz e Cracóvia foram saqueadas pelos mongóis em 1241, porém não conseguiram capturar após um assalto a Wroclaw. Enquanto pensavam em sitiar Wroclaw, Baidar e Kaidu (neto de Ogedei) receberam notícias de que o rei Venceslau I da Boêmia se encontravam a dois dias de distância com um exército de 50 000 soldados. Então os mongóis sairam de Wroclaw para interceptar as forças de Henrique antes que os exércitos europeus pudessem se encontrar.
Os mongóis se encontraram com Henrique próximo a Legnica em Legnickie Pole (Polonês: "Campo de Legnica"), também conhecida como Wahlstatt (Alemão: "lugar escolhido").